# Сводный индекс
Сводный индекс (агрегатный индекс, общий индекс) — величина, отражающая относительное изменение разнородных показателей, непосредственно несоизмеримых элементов сложного явления, статистической совокупности или временных рядов.
Базовыми элементами для расчёта сводного индекса могут выступать различные виды товаров, продукции, ценных бумаг и т. п.
Важную роль сводные индексы играют в биржевой статистике, где они характеризуют состояние и динамику рынка (см. фондовые индексы).
Сводные индексы подразделяются на:
- динамические, характеризующие изменение показателей в данном периоде по сравнению с предшествующим или базисным (начальным) периодом,
- территориальные, характеризующие соотношение между изучаемыми показателями по двум и более регионам.

Обычно для расчёта сводного индекса каждому из показателей приписывается свой весовой коэффициент, умножаемый на значение показателя соответствующего временного ряда.
Следом для каждого момента времени эти произведения складываются.
Весовые показатели для сводного индекса определяются разными способами.
Чаще всего в качестве весов для индексов цен пользуются объёмы производства или продаж, доля рынка, а для индексов объёма производства — цены.